# Oigny-en-Valois
Oigny-en-Valois település Franciaországban, Aisne megyében. Lakosainak száma 175 fő (2022. január 1.). Oigny-en-Valois Dampleux, Faverolles, La Ferté-Milon, Silly-la-Poterie és Villers-Cotterêts községekkel határos.

## Népesség
A település népességének változása:
| Lakosok száma | 92   | 137  | 188  | 165  | 144  | 151  | 155  | 162  | 165  | 175  |
|               | 1968 | 1982 | 1990 | 2006 | 2013 | 2015 | 2017 | 2019 | 2020 | 2022 |